# Ben Rienstra
Ben Rienstra (* 5. června 1990, Alkmaar, Nizozemsko) je nizozemský fotbalový záložník, který v současné době působí v klubu AZ Alkmaar. Hraje na postu defensivního středopolaře.

## Klubová kariéra
V Nizozemsku nejprve profesionálně působil v Heracles Almelo. V červenci 2014 přestoupil do PEC Zwolle, s ním na začátku sezony 2014/15 vyhrál Johan Cruijff Schaal (nizozemský Superpohár, výhra 1:0 nad Ajaxem). S PEC si zahrál ve 4. předkole Evropské ligy 2014/15, kde byl jeho tým vyřazen českým klubem AC Sparta Praha.